# Giulio Rubini (rugby à XV)
Pour les articles homonymes, voir Giulio Rubini et Rubini.
Pas d'image ? Cliquez ici

a Compétitions nationales et continentales officielles uniquement.

b Matchs officiels uniquement.
Dernière mise à jour le 4 juin 2020.
Giulio Rubini, né le 24 avril 1987 à Frascati dans la province de Rome, est un joueur de rugby à XV italien. Il joue en équipe d'Italie et évolue au poste d'ailier au sein de l'effectif du Aironi Rugby.

## Carrière

### En club
- Jusqu'en 2006 : Rugby Frascati  Italie
- 2006-2010 : Rugby Parme  Italie
- 2010-???? : Aironi Rugby  Italie

### En équipe nationale
Il a honoré sa première cape internationale en équipe d'Italie le 28 février 2009 contre l'Écosse.Le sélectionneur italien ne lui a jamais vraiment fait confiance, la faute à son manque d'experience (le niveau dans le club ou il évoluait (Rugby Parme étant très faible).C'est pour cela qu'il s'est engagé avec le club italien l'Aironi Rugby, ce qui lui permettra d'évoluer en Celtic League et en Coupe d'Europe.

## Statistiques en équipe nationale
(À jour au 20.06.10)
- 4 sélections en équipe d'Italie depuis 2009
- Sélections par année : 4 en 2009
- Tournoi des Six Nations disputé : 2009

En coupe du monde : néant.